# Tallós Andrea
Tallós Andrea (Budapest, 1967. augusztus 19. –) magyar színésznő, táncművész, koreográfus.

## Életpályája
„Nekem otthonról jön a tánc és a színészet, a véremben van. Dédnagyapámé volt az első tánciskola az országban. A nagymamám szólista volt az Operában. Édesanyám tánc és illemtanár, édesapám színész volt a Madách Színházban. Testvérem is színésznő lett. Számomra nem volt kérdés mi lesz belőlem...”

 A Pécsi Művészeti Szakközépiskola tánc tagozatán Uhrik Dóra volt a mestere. Színházi pályafutása a Rock Színházban indult táncosként, majd a Fővárosi Operettszínház művésze lett. 

„...10 évig táncos majd 10 évig színésznő voltam. Nagyon magas alakom, tánctudásom és a jó beszélőkémnek köszönhetően különleges karakternek számítottam...”

Diplomáját a Magyar Táncművészeti Egyetemen szerezte. Fellépett a Mikroszkóp Színpadon, a Centrál Színházban, a Vígszínházban és az Operaházban is. Táncolt Bozsik Yvette koreográfiájában a Kamrában. Filmekben szerepelt, koreográfiákat készít és tanítással is foglalkozik.

## Színházi szerepeiből
- Bozsik Yvette : Lány a kertben... Anya (mozgás)
- Johann Strauss: A denevér... Ida, karbalerina (Magyar Állami Operaház)
- Békeffi István – Fényes Szabolcs: A kutya, akit Bozzi úrnak hívtak... Lolo, egy lány az utcán
- Arthur Freed – Betty Comden – Adolph Green – Nacio Herb Brown: Ének az esőben... Zelda Zanders
- Grimm fivérek – Bokor-Fekete Krisztina – Gergely Róbert – Malek Miklós: Csipkerózsika... Békalány; Csipkebokor királyné; Gonosz tündér
- Kálmán Imre: Csárdáskirálynő... Krausz Juliska, fenomén
- Szüle Mihály: Egy bolond százat csinál... Lulu
- Gergely Róbert: Arckép
- Jean Poiret – Harvey Fierstein – Jerry Herman: Őrült nők ketrece
- Peter Stone – Jule Styne: Van, aki forrón szereti
- IsobelLennart – Jule Styne: Funny Girl... Jody
- John Kander – Fred Ebb – Bob Fosse: Chicago
- James Matthew Barrie: Pán Péter
- Abe Burrows – Cole Porter: Kánkán... Celestine

## Koreográfiáiból
- Zenés történeteim (Mikroszkóp Színpad)
- Csipkerózsika (Mikroszkóp Színpad)
- Sasazértis (Mikroszkóp Színpad)
- Tátika (Tv2)
- Jeanie Linders: Menopauza (Játékszín)
- Anyám az őrületbe kerget (6SZÍN)
- Anyatigrisek (MOM Kulturális Központ, Színházterem)

## Filmek, tv
- Akli Miklós (1986)
- Zsarumeló (1989)
- Gyilkosság két tételben (1989)
- Eszmélet (sorozat, 1989)... Eisler Klára
- Peches ember ne menjen a jégre (Zenés Tv-Színház) (1990)
- The Josephine Baker Story (1991)
- Kisváros (1995)... Kovács Anita
- Revue déja vu (2000)
- Zuhanórepülés (2007)... Bea
- Majdnem szűz (2008)... Nusi, prostituált
- Az igazi ajándék (2009)... Tanárnő
- Diótörő 3D (2010)
- Holnap Tali! (2017)... Míra anyja
- A mi kis falunk (2024) ...Paradicsommadár